# Roger Guérillot

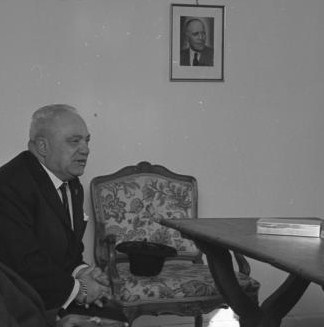
Roger Guérillot, 1964

Roger Guérillot (* 12. November 1904 in Paris; † 31. Oktober 1971 in Uccle) war ein französischer Kolonist in Ubangi-Schari, der am Unabhängigkeitsprozess der Zentralafrikanischen Republik beteiligt war. Er nahm 1961 deren Staatsbürgerschaft an und vertrat seine neue Heimat bei mehreren diplomatischen Missionen.
Guérillot ist vor allem dafür bekannt, dass er im Rahmen der loi-cadre Defferre (1957–1958) den Comité de salut économique erarbeitete. Dieses gescheiterte Vorhaben, die Anzahl der Plantagen in Ubangi-Schari zu erhöhen, war von konservativen Vorstellungen geleitet, deren Deckmantel die Einbindung der Emanzipierungsbewegung der Kolonien war. Im Allgemeinen zeigte sich Guérillots politisches Handeln unbestritten als Ausdruck ausschließlich persönlicher Interessen.

## Leben

### Vom extremen Kolonialismus zur afrikanischen Autonomiebewegung

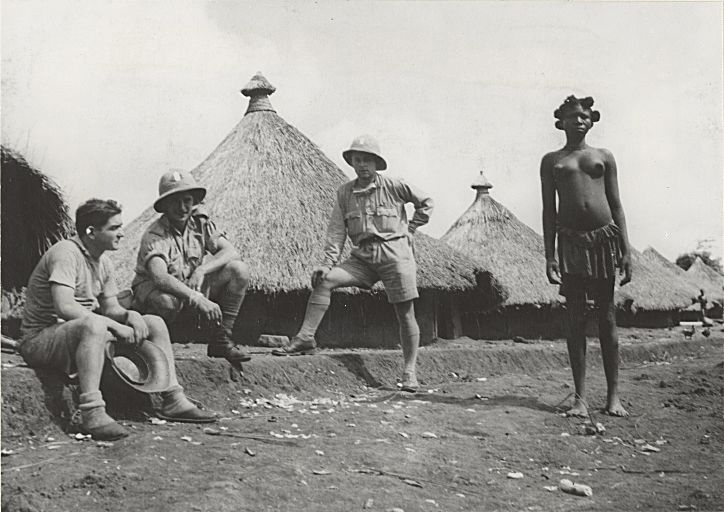
Soldaten der Forces françaises libres in Ubangi-Schari, 1940

Roger Guérillot wurde im 14. Arrondissement von Paris als Sohn der 21-jährigen Hausangestellten Marie Guérillot geboren, die für eine Familie im 16. Arrondissement arbeitete. Diese Herkunft rief bei ihm, so scheint es, Minderwertigkeitsgefühle hervor. Gegen Ende seines Lebens fügte Roger Guérillot seinem Namen bei den Angaben zu seinem Personenstand willkürlich zwei weitere Vornamen hinzu, Léon und Charles, und bezeichnete sich als Absolvent der École Spéciale des Travaux Publics, den die Firma Michelin 1928 als Ingenieur im technischen Dienst in Paris angestellt hätte. Der Historiker Pierre Kalck stellte fest, dass Guérillot bei Michelin den Posten eines einfachen Mechanikers bekleidet hatte, der 1928 nach Französisch-Äquatorialafrika geschickt wurde, um dort im technischen Dienst für Dampfschiffe zu arbeiten. 1935 beendete Guérillot seine Tätigkeit für Michelin, ließ sich in Ubangi-Schari nieder und arbeitete zunächst für die Société d’ateliers mécaniques africains, dann für die Société d’exploitation forestière et industrielle (SEFI). Im Juli 1940, zur Zeit der Invasion Frankreichs durch die Achsenmächte, kämpfte er auf Seiten der Forces françaises libres. Dies brachte ihm Verdienstorden der Libération ein, die Médaille de la Résistance und die Médaille commémorative des services volontaires dans la France libre.
Infolge der Konferenz von Brazzaville zeichnete sich 1944 in Französisch-Äquatorialafrika eine Liberalisierung der kolonial geprägten Gesellschaft ab. Guérillot widersetzte sich dieser Entwicklung und lehnte es ab, der afrikanischen Bevölkerung politische Rechte zuzugestehen. In der Folge wurde seine Haltung gegenüber der Kolonialverwaltung feindseliger. Sein politisches Engagement wurde stärker, als er, inzwischen vom Transportunternehmen Uniroute angeworben, entsprechende Netzwerke zu knüpfen begann, indem er der Handelskammer von Bangui und der dortigen Freimaurerloge beitrat. Dank deren Unterstützung wurde er 1952 vom Wahlkollegium der Europäer in die Territorialversammlung von Ubangi-Schari gewählt. Noch im selben Jahr übertrugen ihm seine Parlamentskollegen einen Sitz im Großen Rat von Französisch-Äquatorialafrika.
Wie viele Kolonisten stand Guérillot dem einheimischen Abgeordneten Barthélemy Boganda zunächst ablehnend gegenüber. 1954 schlug er Louis Sanmarco, dem Gouverneur des Territoriums, vor, anti-bogandistische Milizen zu bilden. Als sein Vorschlag zurückgewiesen wurde, änderte er seine Meinung. Die Entwicklung hin zu einer inneren Autonomie des Territoriums schien unumkehrbar. Die Zentralverwaltung arbeitete auf eine Beseitigung der doppelten Wahlkollegien hin. Mit der Zustimmung anderer in Bangui ansässiger Europäer traf Guérillot 1955 mit Boganda eine Übereinkunft, die zur Gründung des Intergroupe Libéral Oubanguien (ILO) führte, einer bunten politischen Gruppierung, in der Guérillot die Funktion eines Vizepräsidenten einnahm. Er stieg 1956 zum Vizepräsidenten sowohl der Territorialversammlung von Ubangi-Schari als auch des Großen Rats von Französisch-Äquatorialafrika auf. Der Abgeordnete Boganda vertraute ihm so weit, dass er ihn zum Schatzmeister seiner Partei Mouvement pour l’évolution sociale de l’Afrique noire (MESAN) ernannte. Guérillot war 1957 einer von acht Europäern, die auf einer MESAN-Liste in die Territorialversammlung gewählt wurden. Er kandidierte in Lobaye.

### Als Minister des Überseegebiets Ubangi-Schari

#### Regierungsbildung und Reaktionen auf sozialen Forderungen
Nachdem die loi-cadre Deferre von 1956 in Kraft getreten war, zielten die Wahlen von 1957 auf die Bildung einer eigenen lokalen Regierung. Obwohl Boganda der überlegene Wahlgewinner war, lehnte er es ab, selbst Mitglied der Regierung zu werden. Er entschied jedoch persönlich über deren Zusammensetzung. Am 14. Mai 1957 war Roger Guérillot unter den sechs ernannten Ministern der einzige Weiße. Er übernahm den großen Bereich der administrativen und wirtschaftlichen Angelegenheiten, war also Innen- und Wirtschaftsminister. Guérillot nahm eine paternalistische Haltung gegenüber seinen afrikanischen Ministerkollegen ein: Er kümmerte sich um deren materielle Aufstellung, er orderte für jeden ein Auto, wählte deren Residenzen und richtete ihre Büros ein. Vor allem aber setzte er es durch, dass er bis November 1957 verpflichtend als einziger Mittelsmann zwischen Boganda und seinen Ministern agierte. Alle Ansuchen, die an den MESAN-Parteivorsitzenden gerichtet waren, landeten zunächst auf Guérillots Schreibtisch. Dieses Prozedere schien ohne das Wissen Bogandas praktiziert worden zu sein.
Im Oktober 1957, als in Ubangi-Schari soziale Forderungen afrikanischer Staatsbediensteter betreffend einer Angleichung an ihre weißen Kollegen laut geworden waren, entschied Guérillot eine Gehaltserhöhung durchzuführen. Da es ihr finanziell unmöglich war, dieses Versprechen in die Tat umzusetzen, folgte die Lokalregierung einer weiteren Idee Guérillots: Sie forderte von Paris, 400 Millionen Francs für die „besondere Förderung hoher afrikanischer Amtsträger“ freizugeben. Die Antwort war abschlägig. Guérillot organisierte daraufhin gemeinsam mit Boganda eine Verleumdungskampagne gegen hohe Verwaltungsbeamte der französischen Überseegebiete.

#### Projekt einer Steuerreform
Im Dezember 1957 präsentierte Abel Goumba, der formell der Regierungschef der Lokalregierung war, der Territorialversammlung den Haushaltsplan des Ministerrats für das Jahr 1958, der eine erhöhte Besteuerung von Unternehmensgewinnen vorsah, die nicht in Ubangi-Schari reinvestiert werden. In der Sitzung am 20. Dezember distanzierte sich Roger Guérillot von der Regierung, indem er die der ubangischen Wirtschaft zugemutete „Asphyxie“ kritisierte und anregte, besser gewisse Steuern und Abgaben durch eine Treibstoffsteuer zu ersetzen. Dieses Projekt, genannt „système de détaxation-surtaxation“, war von den entwicklungswirtschaftlichen Theorien des Gründers des Kosmetikunternehmens L’Oréal, Eugène Schueller, beeinflusst.
Die Planungen zu einer hohen Besteuerung von Treibstoff wurden vertieft, als sich Guérillot im Frühjahr 1958 damit beschäftigte, wie ländliche Kollektive in Ubangi-Schari finanziert werden könnten. Deren das lokale Budget belastende Gründungskosten bezifferte Guérillot in der Größenordnung von 60 bis 80 Millionen CFA-Francs. Durch eine neue Aufschlüsselung der Abgaben, einschließlich einer hinreichenden Streuung der neuen steuerlichen Belastungen, erhoffte sich Guérillot eine deutliche Erhöhung der Einnahmen für den Staatshaushalt. Ein entsprechender Plan war die Gründung einer monopolistischen Erdölgesellschaft in Ubangi-Schari, die das exklusive Recht zum Verkauf von Treibstoff besitzen und dafür eine der Staatskasse zugute kommende Umsatzsteuer abführen sollte. Für Guérillot konnte sein „système de détaxation-surtaxation“ freilich nur schwer ausschließlich auf der Ebene von Ubangi-Schari zur Anwendung kommen. Er schlug dem Großen Rat in Brazzaville vor, das Konzept in ganz Französisch-Äquatorialafrika umzusetzen. Das Vorhaben zerschlug sich, zumal da, wie Abel Goumba bemerkte, von einer Steuersenkung vor allem der tertiäre Sektor profitieren würde, wohingegen eine Steuererhöhung den primären und sekundären Sektor zusätzlich benachteiligen würde.

#### Scheitern desComité de salut économique
Innerhalb der Regierung bestand zwischen Roger Guérillot und Abel Goumba eine Rivalität. Im Dezember 1957 sorgte Guérillot dafür, dass ein von Goumba im September 1957 vorgeschlagenes, bildungspolitisch orientiertes Entwicklungsprojekt nicht weiter verfolgt wurde, und brachte sein eigenes Vorhaben auf Schiene: den Comité de salut économique. Guérillots „Komitee des wirtschaftlichen Wohls“ setzte sich als Ziel, von 1958 bis 1970 zusätzliche 100.000 Hektar von afrikanischen Familien betriebene Kaffeeplantagen anzulegen und letztendlich 77 Fabriken zur Verarbeitung der 50.000 Tonnen Kaffee, die am Ende des Programms erwartet wurden, zur Verfügung zu haben. Guérillot schätzte die Projektkosten auf vier Milliarden CFA-Francs. Für die Finanzierung sollten ab Produktionsbeginn nach und nach die Pflanzer selbst aufkommen, die rund 3,5 Milliarden CFA-Francs an Vorauszahlungen, Rahmenkosten und Kosten für Errichtung der Fabriken rückerstatten sollten. Boganda, den das Projekt reizte, übernahm den Vorsitz des Comité de salut économique.
Experten stellten fest, dass es nicht möglich war, in absehbarer Zeit das erforderliche Pflanzenmaterial bereitzustellen. Unter diesen Umständen hoffte Guérillot, einstweilen die allgemeine Wirtschaft durch Ertragssteigerungen bei den Baumwoll- und Erdnusspflanzungen anzukurbeln und dadurch auf höhere Steuereinnahmen zurückgreifen zu können. Um dieses Ziel zu erreichen, wurden unter den Arbeitslosen von Bangui „Kontrolleure“ ausgewählt, um die Bauern zu „stimulieren“. Es kam zu Ausschreitungen. Das Vorhaben stand der Feindseligkeit von Dorfbewohnern, Dorfvorstehern und gewählten Vertretern gegenüber. Um die „Kontrolleure“ zu entlohnen, appellierte Guérillot an eine „Union des Kapitals und der Arbeit“, die aus Kolonisten bestand, die für den finanziellen Bedarf aufkommen sollten. Letztere blieben skeptisch gegenüber einer Unternehmung, deren theoretisches Gerüst nicht zu den pedologischen, soziologischen und ökonomischen Gegebenheiten des Landes zu passen schien. Folglich musste sich der Comité de salut économique mit den begrenzten öffentlichen Geldern begnügen, die sich Ubangi-Schari von der Pariser Zentralregierung borgte: Dies waren im März 1958 zehn Millionen CFA-Francs.

#### Zerwürfnis mit Boganda
Roger Guérillot fiel aus verschiedenen Gründen bei Boganda in Ungnade. Im Juli 1958 wurde ihm das Ressort der administrativen Angelegenheiten entzogen und an David Dacko übertragen. Guérillot blieb indessen noch bis Dezember 1958 Minister für wirtschaftliche Angelegenheiten.
In seiner Funktion als Schatzmeister von Bogandas MESAN organisierte Roger Guérillot einen parteiinternen Ordnungsdienst, der unter dem Kürzel SOM (für Service d’Ordre du Mouvement) firmierte. Der SOM setzte sich aus etwa sechzig Personen zusammen, darunter zahlreiche Europäer, die monatlich aus der Parteikasse bezahlt wurden. Im Viertel Mamadou Mbaïki am Stadtrand von Bangui wurden Trainingscamps abgehalten. Einer der Verantwortlichen war der Tschechoslowake Otto Sacher, der später unter den Regimes von Dacko und Bokassa als Direktor des Hauptgefängnisses N’garagba in Bangui tätig war. Guérillot rechtfertigte die Existenz des SOM gegenüber Abel Goumba als ein zuverlässiges Mittel, die Sicherheit jedes Ministers zu gewährleisten und, angesichts der tiefen Krise der Vierten Republik, allenfalls den Übergang Ubangi-Scharis zu einer unabhängigen Republik zu erleichtern. Die SOM-Angehörigen hatten allem Anschein nach schon als „Kontrolleure“ für den Comité de salut économique gearbeitet. Nach Beschwerden von SOM-Mitgliedern über nicht bezahlte Löhne fand eine Überprüfung der Schatzmeisterei statt, die neben einer leeren Parteikasse das Bestehen eines regen Waffenhandels offenbarte.
Roger Guérillots politisches Überleben stand auch deshalb unter einem schlechten Stern, da Boganda mitbekam, in welcher Form sich Guérillot um den Senatssitz für Ubangi-Schari in Paris bemühte, für den Hector Riviérez vorgesehen war. Guérillot nutzte eine Abwesenheit Bogandas aus Bangui, um die Mitglieder der Territorialversammlung von Ubangi-Schari und die MESAN-Führung davon zu überzeugen, zu seinen Gunsten zu intervenieren. Diese Intrigen verärgerten Boganda zutiefst.
Schließlich gelangte noch Abel Goumba zu der Überzeugung, dass Guérillot bei einer etwaigen Einführung seiner Treibstoffsteuer damit rechnete, selbst eine gewisse Provision auf den gelieferten Treibstoff zu erhalten.

### Im diplomatischen Dienst der Zentralafrikanischen Republik
Obwohl er nicht mehr auf Bogandas Gunst zählen konnte, wurde Guérillot nicht jedweden öffentlichen Amtes enthoben. Offenbar fürchtete der MESAN-Vorsitzende Guérillots Einfluss. Er sollte nur aus Bangui entfernt werden. Es wurde ihm der Posten des stellvertretenden Generaldelegierten für Ubangi-Schari in Paris angeboten, bei dem er unter dem Gängelband des Generaldelegierten Philippe Monin stehen würde. Der Auftrag bestand darin, zum Vorteil für Ubangi-Schari mit europäischen Organisationen Verbindung aufzunehmen. Roger Guérillot nahm die Berufung erst an, als sein neuer Lohn seinem früheren Ministergehalt angeglichen war und ihm seine Ernennung zum Generaldelegierten – und nicht zum bloßen Stellvertreter Monins – zugesichert worden war.

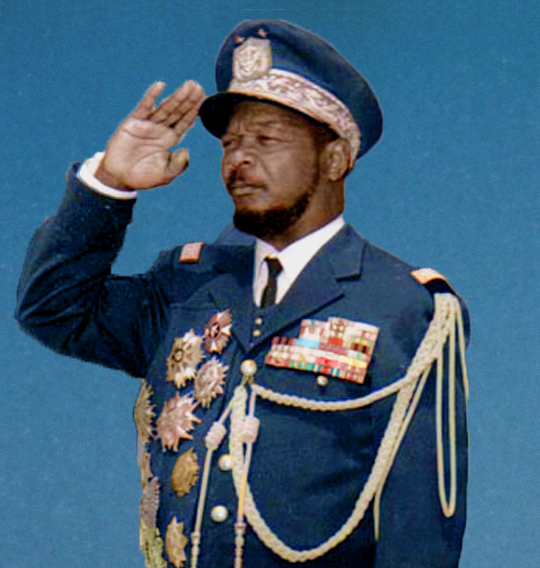
General Bokassa, 1970

Dies war für Roger Guérillot der Beginn einer langen diplomatischen Karriere im Dienst der Zentralafrikanischen Republik, jenem Staat, der am 1. Dezember 1958 aus Ubangi-Schari hervorgegangen war. Diese Laufbahn begann in der Generaldelegation in Paris, wo Guérillot zunächst zugunsten seines Nebenbuhlers Philippe Monin eine Degradierung akzeptieren musste. Mit 1. Januar 1961 wurde er zum einfachen Handelsattaché bei der Botschaft in Paris herabgestuft, was er bis 13. Februar 1962 blieb. Zwischenzeitlich hatte er durch ein Dekret vom 11. Oktober 1961 die Staatsbürgerschaft der Zentralafrikanischen Republik erhalten. Dies war die Voraussetzung dafür, dass er im Februar 1962 zum ständigen Botschafter der Zentralafrikanischen Republik in Belgien, Luxemburg und bei der Europäischen Wirtschaftsgemeinschaft ernannt wurde. Von Juli 1963 bis Oktober 1965 war er zusätzlich Botschafter in der Bundesrepublik Deutschland. Die zentralafrikanische Regierung enthob ihn 1970 seiner Aufgaben in Brüssel, um ihn, als Krönung seiner Laufbahn, zum Botschafter in Washington, D.C. zu ernennen.
Roger Guérillot hatte nach dem Tod Bogandas im März 1959 einen gewissen Einfluss auf die politische Landschaft der Zentralafrikanischen Republik zurückgewonnen. Er gehörte zu jenen Kreisen, die David Dacko, dem Nachfolger Bogandas, nahelegten, die Bildung einer neuen nationalen Armee in die Hände von Hauptmann Jean-Bedel Bokassa zu legen. Guérillot verstand sich gut mit Bokassa. Der Journalist Pierre Péan bemerkte, dass Guérillot eine entscheidende Rolle bei der Entwicklung der Faszination gespielt haben dürfte, die Bokassa für Napoleon Bonaparte an den Tag gelegt hatte. Am 31. Oktober 1971 starb Roger Guérillot an einem Herzinfarkt in einer Klinik in Uccle, einem Vorort von Brüssel. General Bokassa organisierte die offiziellen Beisetzungsfeierlichkeiten in Bangui, wo eine Straße nach Guérillot benannt wurde.

## Einordnung und Nachwirkung
Roger Guérillot gehörte zu jenen europäischen Kolonisten, die, sei es durch Opportunismus oder durch Überzeugung, den Emanzipierungsprozess der Kolonien unterstützten. Als politische Anführer aus Afrika an die Spitze der neugeschaffenen einheimischen Lokalregierungen kamen, beriefen sie auch diese Europäer in Ministerämter. In den französischen Kolonien trat dieses Phänomen in Französisch-Äquatorialafrika ebenso auf wie in Französisch-Westafrika und in Madagaskar. In Französisch-Westafrika war ein früherer Abgeordneter der Dritten Republik, Georges Monnet, der Félix Houphouët-Boigny nahestand, von 1959 bis 1961 Landwirtschaftsminister der Elfenbeinküste. In Madagaskar wurde der Lehrer Eugène Lechat, ein Parteigänger von Philibert Tsiranana, 1959 mit dem Ressort für öffentliche Bauten betraut, dem er ohne Unterbrechung bis zum Aufstand im Mai 1972 als Minister vorstand.
In den verschiedenen Territorien Französisch-Äquatorialafrikas propagierte Roger Guérillot das Modell des Intergroupe Libéral Oubanguien (ILO) in Hinblick auf die Schaffung eines alle diese Territorien umfassenden Intergroupe Libéral Aéfien. Tatsächlich wurde nur in Französisch-Kongo dieser Weg eingeschlagen, nachdem Guérillot dort Kontakt zum einheimischen Lokalpolitiker Fulbert Youlou aufgenommen hatte. Am 15. Oktober 1956 entstand der Intergroupe libéral du Moyen-Congo aus der Union Démocratique de Défense des Intérêts Africains (UDDIA) von Fulbert Youlou und der Union du Moyen-Congo (UMC) des Kolonisten Christian Jayle, der in der Zeit des Vichy-Regimes Kabinettsdirektor gewesen war. Diese Annäherung brachte es mit sich, dass Youlou im Februar 1959 Jayle den Posten des Staatssekretärs für Information übertrug, den er bis April 1960 innehatte.